# Eleccions presidencials del Brasil de 2010
Les eleccions presidencials del Brasil de 2010 es van celebrar al Brasil en dues voltes. La primera va tenir lloc el 3 d'octubre de 2010, i la segona el 31 d'octubre de 2010, totes dues en diumenge. Va ser la sisena elecció presidencial al país des de la promulgació de la Constitució Federal de 1988. Va ser la primera vegada des de les eleccions de 1989, la primera elecció directa per a president des de 1960, que Luiz Inácio Lula da Silva no va ser candidat a la presidència.